# Comic Girls
Comic Girls (こみっくがーるず, Komikku Gāruzu) ist ein japanischer Yonkoma-Manga von Kaori Hanzawa, die von 2014 bis 2023 in Japan erschien. Eine Anime-Fernsehserie von Studio Nexus wurde zwischen April und Juni 2018 in Japan ausgestrahlt.

## Inhalt
Kaoruko alias Chaos ist eine Mangaka und zeichnet Yonkoma-Manga für ein Magazin. Als sie bei einer Leserumfrage auf dem letzten Platz landet, wird ihr von ihrer Redakteurin ein Wohnheim für junge Mangaka empfohlen, damit sie mehr Erfahrungen sammelt. Dort trifft sie auf Shōjo-Mangaka Koyume, die Ero-Mangaka Ruki und die Shōnen-Mangaka Tsubasa. Auch dabei ist die Wohnheimleiterin Ririka Hanazono. Doch weiterhin sind sie und ihre neuen Freundinnen Oberschülerinnen und müssen ihre schulischen Verpflichtungen und die einer Mangaka unter einem Hut bringen.

## Charaktere
Kaoruko Moeta (萌田 薫子 Moeta Kaoruko) / Kaos (かおす Kaosu)
Eine schüchterne Yonkoma-Manga-Künstlerin, die in den Bunhōsha-Wohnheim zieht, um ihre Zeichnungen zu verbessern. Da sie viel jünger aussieht als sie ist, wird ihr Aussehen oft zu einem Grund für Witze und Zuneigung anderer.
Koyume Koizuka (恋塚 小夢 Koizuka Koyume) / Koisuru Koyume (恋スル小夢)
Eine Shōjo-Manga-Künstlerin, die mit dem Zeichnen von Jungen zu kämpfen hat. Sie ist in Tsubasa verliebt. Jedoch hat sie keine Erfahrung mit Romantik, deshalb ist sie immer nervös wegen der Qualität ihres romantischen Mangas und der Art ihrer „seltsamen“ Gefühle für Tsubasa als ein anderes Mädchen.
Ruki Irokawa (色川 琉姫 Irokawa Ruki) / Big Boobies♥Himeko (爆乳♥姫子 Bakunyū♥Himeko)
Eine Erotik-Manga-Künstlerin. Sie wollte ursprünglich niedliche Tiermangas für Kinder zeichnen, aber ihre Fähigkeit, großbrüstige Frauen zu zeichnen, führte dazu, dass sie erotische Mangas zeichnete.
Tsubasa Katsuki (勝木 翼 Katsuki Tsubasa) / Wing V. (ウィング・V Wingu Bui)
Die professionelle Shōnen-Manga-Künstlerin hat ein hübsches, jungenhaftes Aussehen. Sie versetzt sich oft in die Rolle einer ihrer Figuren, um an ihrem Manga zu arbeiten. Aufgrund ihres Aussehens verlieben sich andere Mädchen oft in sie, was sie in der Schule sehr beliebt macht. Das bemerkenswerteste Beispiel dafür ist Koyume. Sie stammt aus einer reichen Familie, trägt lange Haare und hat zu Hause eine andere Persönlichkeit.
Ririka Hanazono (花園莉々香 Hanazono Ririka)
Sie ist die Hausmutter des Bunhōsha-Wohnheims.

## Veröffentlichung
Der Manga erschien ab der Ausgabe vom Mai 2014 in Hōbunshas Manga-Magazin Manga Time Kirara Max. Im Februar 2023 wurde die Serie darin abgeschlossen. Der Verlag brachte die Kapitel auch gesammelt in neun Bänden heraus.

## Anime
Eine 12-teilige Anime-Fernsehserie von Studio Nexus wurde vom 5. April bis 21. Juni 2018 in Japan ausgestrahlt. Die Serie entstand unter der Regie von Yoshinobu Tokumoto, die Charakterdesigns stammen von Keiko Saitō und für die Musik war Kenichiro Suehiro verantwortlich. Das Opening- und Ending sind „Memories“ und „Namida wa Misenai“, beide von Comic Girls, eine Gruppe aus den Synchronsprecherinnen Hikaru Akao, Kaede Hondo, Saori Ōnishi, und Rie Takahashi.
In Japan wurde der Anime von Tokyo MX, BS11, KTV, AT-X ausgestrahlt. Von Crunchyroll wurde die Serie weltweit mit Ausnahme von Asien und Teilen Europas als Simulcast veröffentlicht. Für denn deutschsprachigen Raum sicherte Anime on Demand sich die Lizenz und veröffentlichte mit dem Anime seinen ersten Simuldub.
| Nr. | Titel                                          | Veröffentlicht |
| --- | ---------------------------------------------- | -------------- |
| 1   | Bei der Umfrage bin ich Letzte?                | 5. April 2018  |
| 2   | Heute geht die Schule wieder los!              | 12. April 2018 |
| 3   | Sie ist wirklich weich und rund!               | 19. April 2018 |
| 4   | Kann ich heute Abend zu dir kommen?            | 26. April 2018 |
| 5   | Frau Amisawa, Sie Cosplayen?                   | 3. Mai 2018    |
| 6   | Ich schneide sie kurz!                         | 10. Mai 2018   |
| 7   | Bin ich hier im Paradies?!                     | 17. Mai 2018   |
| 8   | Das Wau-Miau-Miau-Wau-Fest                     | 24. Mai 2018   |
| 9   | Die Chaos-Spirale                              | 31. Mai 2018   |
| 10  | Es ist so fies, dass nur Michiru geliebt wird! | 7. Juni 2018   |
| 11  | Der Höhepunkt meines Lebens ist gekommen!      | 14. Juni 2018  |
| 12  | Viel Erfolg! Ihr seid tolle Mangaka!           | 21. Juni 2018  |

## Synchronisation
| Rolle           | japanischer Sprecher (Seiyū) | deutscher Sprecher |
| --------------- | ---------------------------- | ------------------ |
| Kaoruko Moeta   | Hikaru Akao                  | Lisa Dzyadyk       |
| Koyume Koizuka  | Kaede Hondo                  | Jennifer Weiß      |
| Ruki Irokawa    | Saori Ōnishi                 | Jodie Blank        |
| Tsubasa Katsuki | Rie Takahashi                | Heide Ihlenfeld    |
| Ririka Hanazono | Aya Endo                     | Jelena Baack       |